# Xavier Francotte
Pour les articles homonymes, voir Francotte.
Xavier Francotte, né le 15 août 1854 à Liège et mort le 20 décembre 1931 à Liège, est un médecin psychiatre belge. Il est un pionnier de psychiatrie en Belgique.

## Biographie
Paul Marie Xavier Francotte, né le 15 août 1854 à Liège, est le fils d'Henri Francotte, industriel actif dans la métallurgie, et de Marie Hyacinthe Lion. Il est le frère de l'historien et homme politique Henri Francotte et du ministre Gustave Francotte.
Il termine ses études de médecine à l'Université de Liège en 1879. Après des séjours à l'étranger (Vienne, Paris et Berlin), il commence à enseigner à l'Université de Liège où il donne le cours de pathologie générale. Il s'intéresse à la classification nosologique et s'engage pour l'enseignement de la psychiatrie à l'université. En 1890, il devient ainsi le premier titulaire de la chaire de médecine mentale dans une université belge. En 1896, il fonde avec Jean Crocq le Journal belge de Neurologie. 
Parallèlement à ses activités universitaires, il est pendant 30 ans chef de service à l'asile public pour malades mentaux de Volière.
Il était membre de l'Académie royale de médecine de Belgique et en 1925, il est appelé à l'éméritat.
Il décède des suites d'une longue maladie le 20 décembre 1931 à Liège et reçoit des funérailles à l'église Saint-Vincent de Liège.

## Hommages et distinctions
À Liège, un service de Promotion de la Santé à l'École, l'ASBL Centre Xavier Francotte, a été baptisée ainsi en hommage à son dévouement en faveur de la médecine.
Les distinctions belges suivantes lui ont été décernées :
- Grand officier de l'ordre de Léopold II.
- Commandeur de l'ordre de Léopold.